# Judicaël Cancoriet

a Compétitions nationales et continentales officielles uniquement.

b Matchs officiels uniquement.
Dernière mise à jour le 16 juillet 2024.
Judicaël Cancoriet, né le 25 avril 1996 à Sarcelles (France), est un joueur international français de rugby à XV, formé au RC Massy puis à l'ASM Clermont Auvergne et évoluant principalement au poste de troisième ligne aile. Il joue pour le Stade rochelais depuis 2023.

## Carrière

### En club

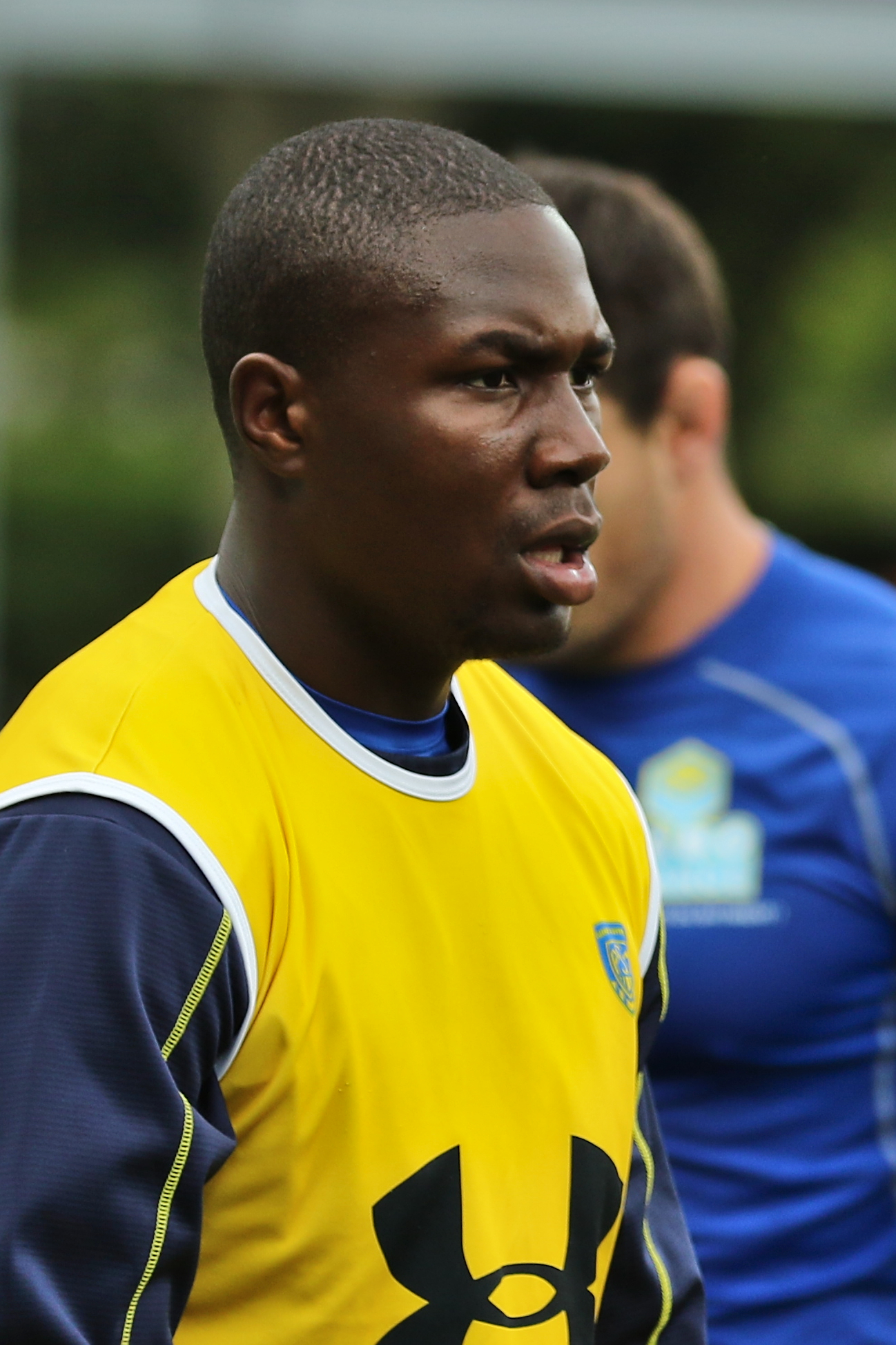
Judicaël Cancoriet, avec l'ASM Clermont Auvergne, en 2015.

Né et formé à Sarcelles, puis au RC Massy, il signe en 2015 à l'ASM Clermont Auvergne pour trois saisons.
Lors de la saison 2016-2017, il remporte le Championnat de France en battant le RC Toulon 22-16 en finale, il est titulaire durant les phases finales.
En janvier 2023, il est annoncé qu'il rejoint le Stade rochelais à partir de la saison 2023-2024. Ce transfert est finalement officialisé en juillet suivant par le club. Il réalise une excellente première saison au Stade rochelais en enchainant les feuilles de matchs et les essais inscrits. Ronan O'Gara lui confie même le capitanat à plusieurs reprises.

### Internationale
Judicaël Cancoriet a joué pour l'équipe de France des moins de 18 ans avant de faire partie de 2015 à 2016 de l'équipe de France des moins de 20 ans. Il dispute un match comme titulaire lors du Tournoi des Six Nations des moins de 20 ans 2015 contre l'Italie puis deux matchs du Championnat du monde junior 2015 contre le Japon et la Nouvelle-Zélande (1 essai inscrit contre le Japon). En 2016, il joue cinq matchs du Tournoi des Six Nations des moins de 20 ans (4 titularisations et 2 essais inscrits) ainsi qu'un match comme titulaire du Championnat du monde junior 2016 contre l'Argentine.
En juillet 2016, il figure sur la Liste développement de 30 joueurs de moins de 23 ans à fort potentiel que les entraîneurs de l'équipe de France suivent pour la saison 2016-2017.
Il honore sa première cape internationale en équipe de France le 11 novembre 2017 contre l'équipe de Nouvelle-Zélande au Stade de France. Il est titularisé en troisième ligne au côté de Kevin Gourdon et Louis Picamoles.
En 2024, six ans après sa dernière sélection en bleu, après son excellente première saison avec le Stade rochelais, il est rappelé en équipe de France par Fabien Galthié pour la tournée estivale en Argentine. Initialement titularisé pour la première rencontre, il est finalement contraint de déclarer forfait au dernier moment et est remplacé par Lenni Nouchi dans le XV de départ.

### Barbarians
En juin 2017, il est sélectionné pour jouer avec les Barbarians français qui affrontent l'équipe d'Afrique du Sud A les 16 et 23 juin en Afrique du Sud. Titulaire lors du premier match, les Baa-baas s'inclinent 36 à 28 à Durban. Blessé lors du premier match, il ne peut pas participer au second (défaite 48 à 28 à Soweto).
En juin 2018, il est de nouveau appelé pour jouer avec les Barbarians français qui affrontent les Crusaders puis les Highlanders en Nouvelle-Zélande. Il est titulaire lors du premier test puis remplaçant lors du second, les Baa-baas s'inclinent 42 à 26 à Christchurch puis 29 à 10 à Invercargill.

## Statistiques internationales
| Année | Compétition | Matchs | Points | Essais |
| ----- | ----------- | ------ | ------ | ------ |
| 2017  | Test matchs | 3      | -      | -      |
| 2018  | Test matchs | 1      | -      | -      |
| 2024  | Test matchs | 1      | -      | -      |
| Total | Total       | 5      | -      | -      |

## Palmarès

### En club

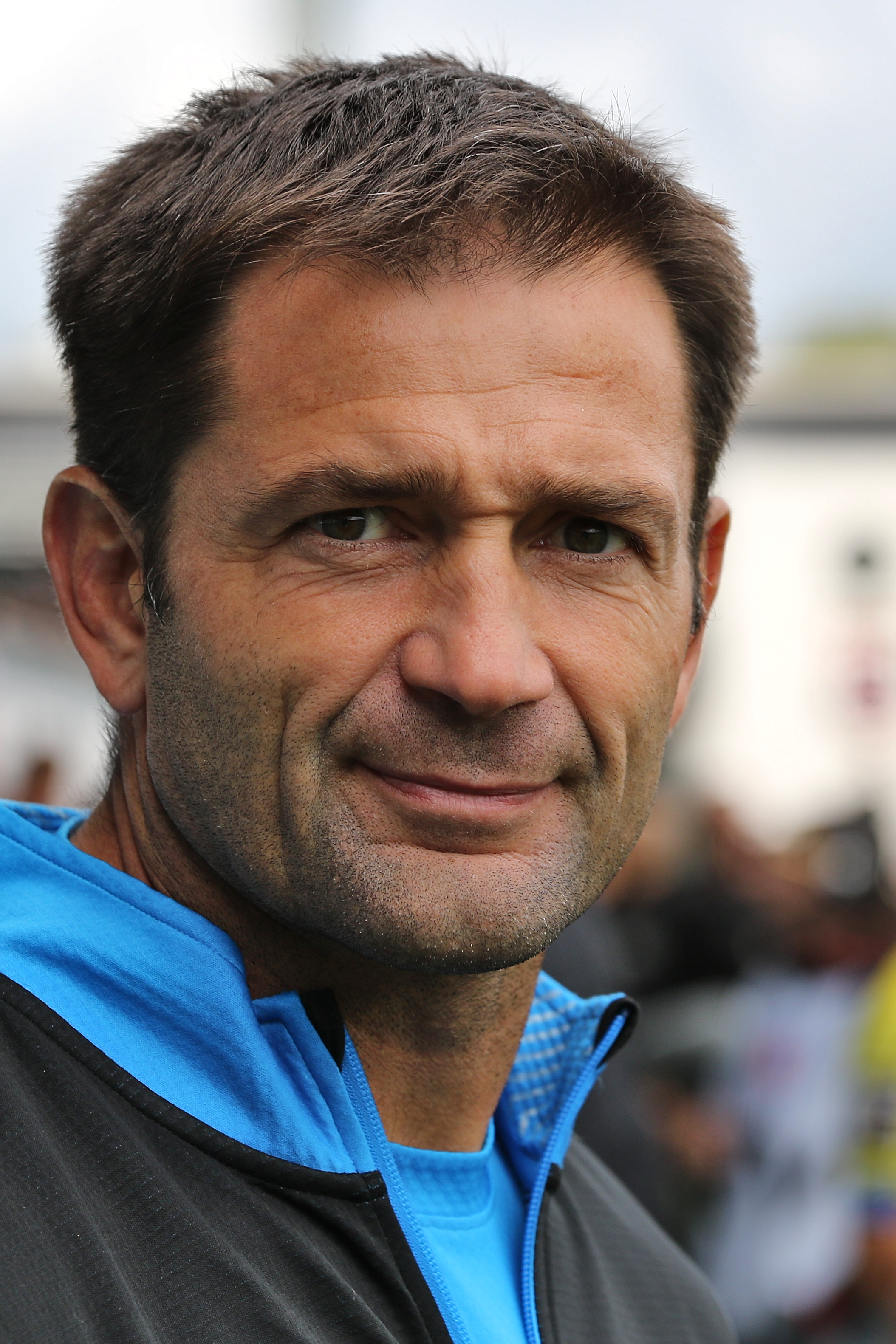
Franck Azéma, ici en 2015, est l'entraîneur de Judicaël Cancoriet de 2015 à 2021.

- Finaliste du Championnat de France espoirs en 2016 avec l'ASM Clermont Auvergne.
- Vainqueur du Championnat de France en 2017 avec l'ASM Clermont Auvergne.
- Finaliste du Championnat de France en 2019 avec l'ASM Clermont Auvergne.